# Grijsrugorgelvogel
De grijsrugorgelvogel (Cracticus torquatus) is een zangvogel uit de familie Artamidae (spitsvogels) en onderfamilie Cracticinae (orgelvogels). Het is een endemische vogel in Australië.

## Kenmerken
De grijsrugorgelvogel is een relatief kleine orgelvogel, 24 tot 30 cm lang. Opvallend aan deze soort is de grote, blauwgrijze snavel die aan de punt zwart wordt. De vogel is wit, grijs en zwart gekleurd. De rug is grijs, op de vleugels zijn witte vlekken, de kruin en de nek zijn zwart. Volwassen vogels hebben een vuilwitte keel, borst en buik. Onvolwassen vogels zijn daar grijs gemarmerd.
Het geluid van deze orgelvogel is een serie zeer melodieuze fluittonen; het geluid waaraan alle soorten uit dit geslacht hun naam orgelvogel danken.

## Verspreiding en leefgebied
De grijsrugorgelvogel komt voor in Midden-, Zuid en Oost-Australië. Het is een vogel van half open landschappen, bosranden, scrubland, vegetaties langs waterlopen, boomaanplantingen rond agrarische bedrijven, golfbanen, parken en tuinen. De vogel is redelijk algemeen, maar nergens echt talrijk.
De soort telt drie ondersoorten:
- C. t. leucopterus  Gould, 1848: westelijk, zuidelijk en oostelijk Australië.
- C. t. torquatus  (Latham, 1801): zuidoostelijk Australië.
- C. t. cinereus  (Gould, 1837): Tasmanië.

## Status
De grijsrugorgelvogel heeft een groot verspreidingsgebied en daardoor is de kans op uitsterven gering. De grootte van de populatie is niet gekwantificeerd. Er is geen aanleiding te veronderstellen dat de soort in aantal achteruit gaat. Om deze redenen staat deze orgelvogel als niet bedreigd op de Rode Lijst van de IUCN.

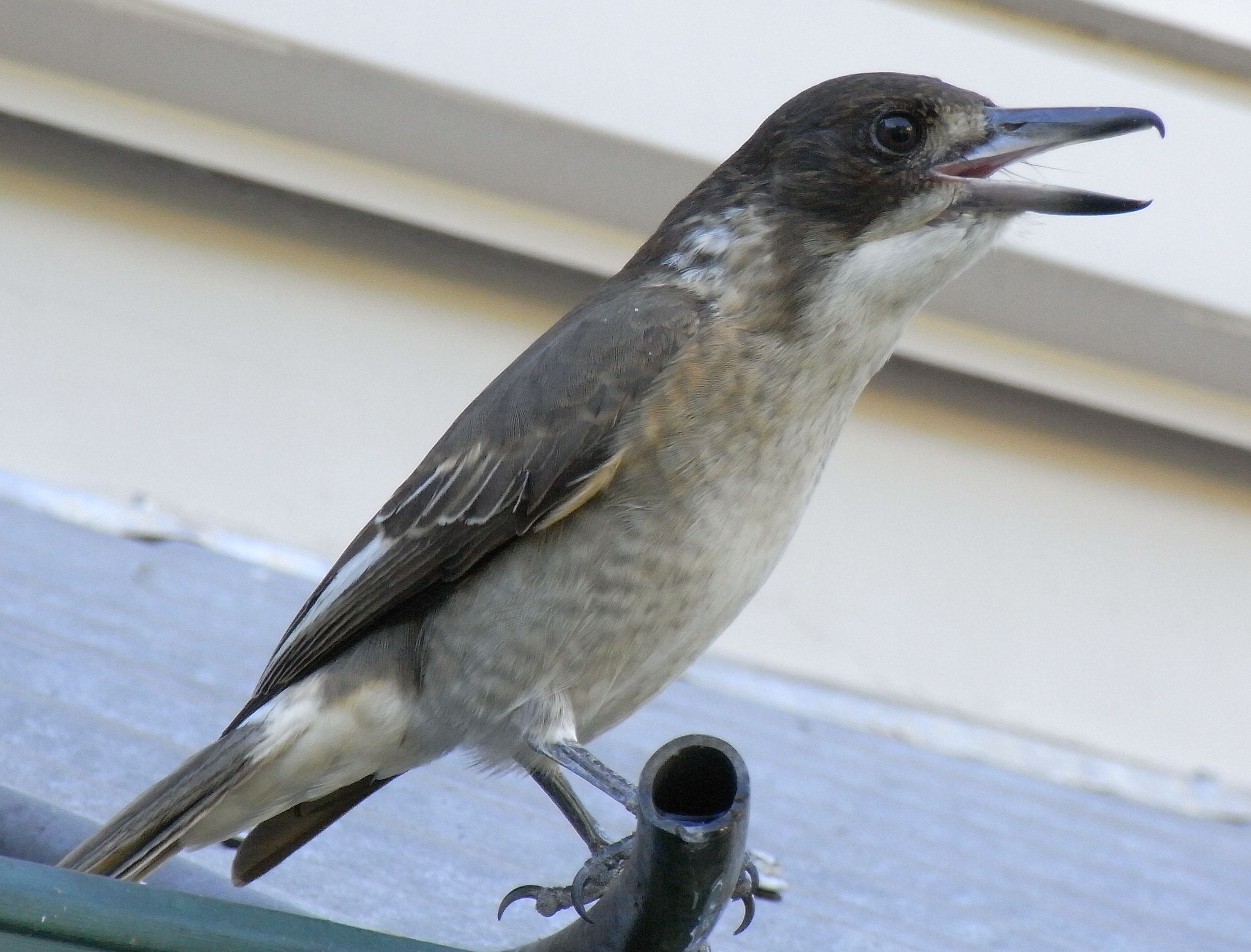
Zingende onvolwassen grijsrugorgelvogel